# ФК Јединство Параћин
ФК Јединство је фудбалски клуб из Параћина, Србија. Клуб је основан 1925. године. Тренутно се такмичи у Српској лиги Исток, трећем такмичарском нивоу српског фудбала. Навијачи клуба се зову „Green Hell“ и „Green Devils“.

## Историјат
У сезони 1984/85 у 1.колу Купа Југославије у Параћину након извођења једанаестераца Јединство је победило члана 1.Савезне Лиге Слободу из Тузле.У регуларном току је било 0:0..
У 2.колу Купа Југославије Јединство је гостовало Хајдуку из Сплита и изгубило 5:0. 
Највећи успех у клупској историји је пласман у полуфинале Купа СР Југославије у сезони 1996/1997. где је боља од Јединства била Војводина из Новог Сада, која је кући победила 1:0, док је у Параћину одиграно без голова.
Успех добија на тежини ако се узме да је Јединство у сезони 1984/85 било члан Српске лиге,тада 4 степен такмичења у СФРЈ.
Клуб је кроз историју често мењао имена : 
- 1923-1930  Карађорђе
- 1930-1945  Јединство
- 1945-1946  Слога
- 1946-1947  Параћин
- 1947-1948  Бранко Крсмановић
- 1948-1949  Браначко
- 1949-1950  Радник
- 1950- данас Јединство

## Познати играчи
- Ненад Ђорђевић
- Ђорђе Качунковић
- Милош Стојановић
- Филип Касалица
- Иван Дудић